# Lagoa dos crocodilos de Paga

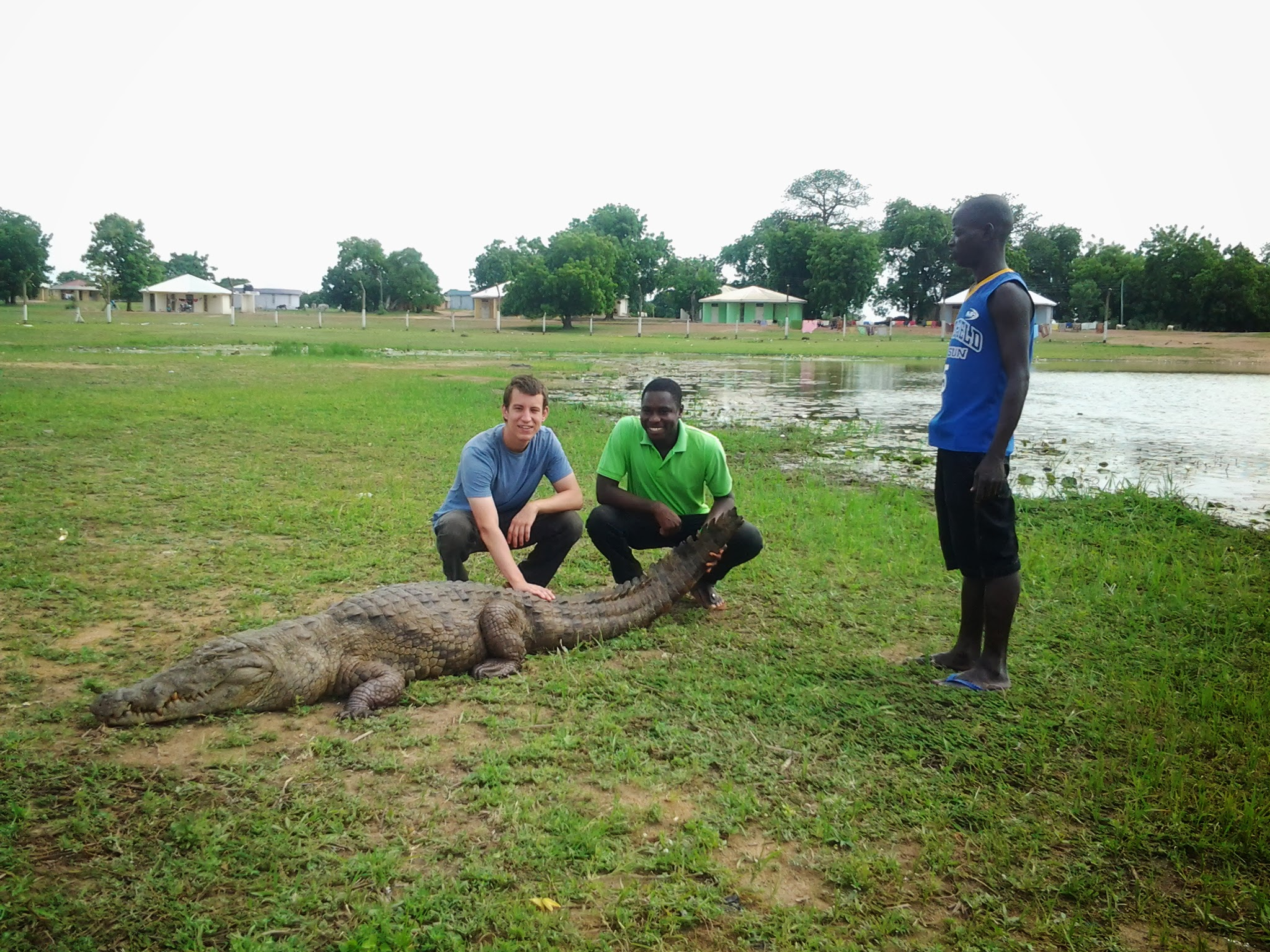
Visitantes tocando um crocodilo

A Lagoa dos crocodilos de Paga é uma lagoa sagrada em Paga, na região leste de Gana, que é habitada por crocodilos da África Ocidental. Devido à simpatia dos répteis, tornou-se popular entre os turistas e a lagoa agora depende do turismo para garantir que a população de crocodilos permaneça alimentada e saudável.

## Descrição
A lagoa está localizada em Paga, na região leste superior de Gana, e fica a 44 quilômetros (27 milhas) dos arredores de Bolgatanga, a capital regional. É habitada por crocodilos selvagens da África Ocidental, com cerca de 90 anos de idade.[carece de fontes?] Os crocodilos são tão mansos que as crianças locais podem nadar na lagoa ao lado deles sem serem prejudicadas.
A origem local da lagoa foi que um crocodilo trouxe um moribundo para a lagoa para beber, que depois de sobreviver, declarou a lagoa como sagrada e que nenhum dano deveria ocorrer aos crocodilos.[carece de fontes?] Outra história afirma que um homem foi preso à beira da água por um leão, quando negociou com um crocodilo que nenhum de seus filhos prejudicaria sua espécie se ele matasse o leão. Acredita-se que as almas do povo de Paga residam nesses crocodilos.[carece de fontes?] É uma ofensa matar crocodilos em Paga ou comer carne de crocodilo.

## Turismo
Os crocodilos de Paga são muito amigáveis. Os visitantes podem sentar, tocar e tirar fotografias com os crocodilos. Os crocodilos vagam livremente por todo o lago e são levados para a praia quando os guias apitam alto. Os turistas podem tirar fotografias enquanto seguram as caudas dos crocodilos, depois que o guia os alimentou com uma galinha.
Há preocupações de que a lagoa esteja agora muito dependente do turismo, com o zelador Salifu Awewozem dizendo em 2009 que os crocodilos idosos precisam de cuidados especializados, e a única vez que comida adicional é fornecida aos répteis é quando os turistas pagam pelas galinhas quando fazem fotografias.